# Gaetano Chiarini
Gaetano Chiarini (Baricella, 30 marzo 1898 – Bologna, 15 agosto 1953) è stato un politico e bracciante italiano.
È stato deputato all'Assemblea Costituente.